# Фузулински рејон
Физулински рејон (азер. Füzuli rayonu, јерм. Ֆիզուլիի շրջան), једна је од 78 административно-територијалних јединица Азербејџана, који се једном половином налазио под контролом самопроглашене државе Нагорно-Карабах. Округ је враћен под контролу Азербејџана након Другог рата за Нагорно-Карабах. Административни центар рејона се налази у граду Физули. 
Физулински рејон обухвата површину од 1.386 km² и има 105.287 становника (подаци из 1993). 
Рејон се нада дели на 18 сеоских општина.